# Ceramica minia

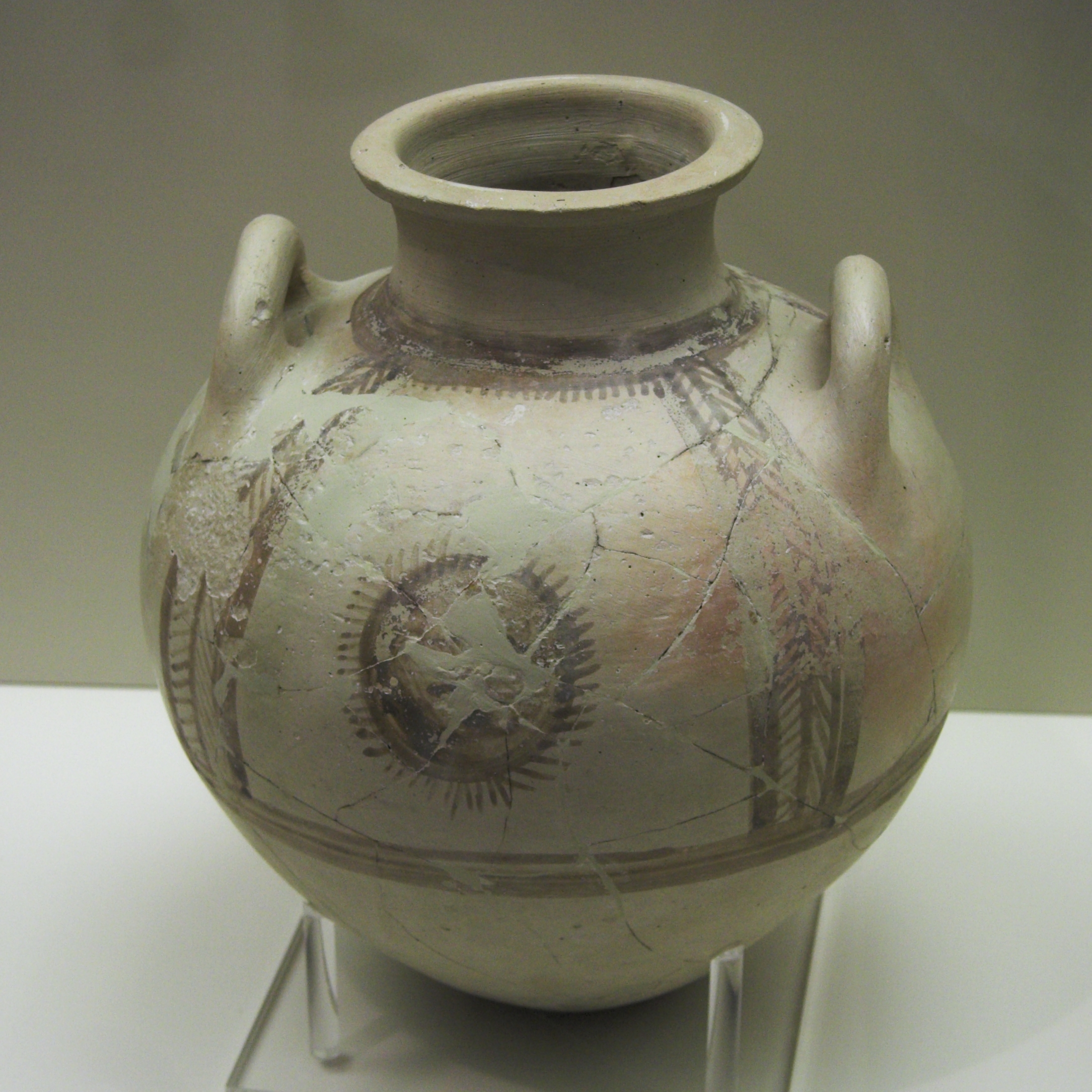
Anfora minia da Micene risalente al 1700-1600 a.C.

La ceramica minia è un esteso termine archeologico che descrive le varietà di un particolare stile di ceramica egea associata con il periodo del Medio Elladico.

## Etimologia
Nella storia dell'archeologia preistorica egea, Heinrich Schliemann fu la prima persona a coniare il termine "minia" dopo aver scoperto una caratteristica varietà di ceramica lucidata scura ad Orcomeno (la mitica patria del re Minia). Alcuni dei suoi contemporanei la riferiscono come "ceramica di Orcomeno". Tuttavia, la definizione di "ceramica minia" alla fine prevalse poiché essa richiamava romanticamente i gloriosi (ma la cui realtà è dubbia) Mini della mitologia greca.

## Origini
Di primo acchito, Alan Wace e Carl Blegen non associano ancora la ceramica minia con l'"avvento dei greci". Entrambi gli archeologi consideravano l'improvvisa apparizione della ceramica minia come una delle due interruzioni nell'incessante evoluzione della ceramica greca dal neolitico fino al periodo miceneo. Infine, essi conclusero che la "ceramica minia" indichi l'introduzione di una nuova tensione culturale".
Prima del 1960, la ceramica minia venne spesso associata agli invasori nordici che distrussero la cultura dell'Antico Elladico (1900 a.C.), introducendo la cultura del Medio Elladico nella penisola greca. Tuttavia, John L. Caskey condusse scavi in Grecia (cioè a Lerna) e definitivamente confermò che la ceramica minia fosse infatti la diretta discendente della raffinata ceramica grigia lucidata della cultura di Tirinto dell'Antico Elladico. Caskey trovò anche che la varietà nera o argiva della ceramica minia fosse una versione evoluta della classe di ceramica dell'Antico Elladico III così definita "scura scivolosa e lucidata" (anche nota come ceramica urfirnis). Dunque, la ceramica minia era presente in Grecia fin dal 2200 al 2150 a.C. Stranamente, non c'è niente di particolarmente "nordico" per quanto riguarda i progenitori della ceramica minia. L'eccezione, tuttavia, comporta la diffusione della ceramica minia dalla Grecia centrale al Peloponneso nord-orientale, che può essere vista come "arrivata dal nord" rispetto al Peloponneso. Attualmente, c'è incertezza sul come la ceramica minia arrivasse in Grecia o come essa si fosse sviluppata in modo indigeno.

## Forme e stili
La ceramica minia è una forma di ceramica monocroma lucidata prodotta con argilla estremamente o moderatamente fine. Le varietà di ceramica minia comprendono la gialla, rossa, grigia e nera (o argiva). Le forme aperte, come calici e kantharoi, sono quelle più comuni in tutti i tipi di ceramica minia. Calici e kantharoi sono tecnicamente versioni evolute delle tazze basse e kantharos della cultura di Tirinto nell'Antico Elladico.
La ceramica minia grigia, specificamente ha forme angolari che possono riflettere le copie dei prototipi metallici. Tuttavia, una tale teoria è difficile da provare considerato il fatto che gli oggetti metallici del Medio Elladico sono rari e i vasi in metallo sono quasi inesistenti. Inoltre, le forme angolari di questo particolare stile di ceramica possono infatti derivare dall'uso comune del veloce tornio da vasaio. Gli "steli ad anello" (o i piedi del piedistallo fortemente rigati) sono una caratteristica importante della ceramica minia grigia del Medio Elladico II e Medio Elladico III nella Grecia centrale. Naturalmente, questa caratteristica è anche presente nei calici della ceramica minia gialla del Medio Elladico IIIl provenienti da Corinto e dall'Argolide. Durante la fase finale del Medio Elladico, anelli incisi in modo meno profondo più o meno rimpiazzarono le basi dei calici e gli "steli ad anello" nel Peloponneso nord-orientale.
La ceramica minia del Medio Elladico I è decorata con forme di scanalature sul bordo superiore di kantharoi e tazze. Durante il Medio Elladico II, i cerchi concentrici stampati e i "festoni" (o semicerchi paralleli) diventano una comune caratteristica della decorazione specialmente nella ceramica minia nera (o argiva).

## Aree di produzione
La ceramica minia si trova maggiormente nella Grecia centrale, ma è anche comune nel Peloponneso durante i periodi del Medio Elladico I e Medio Elladico II. La ceramica minia nera (o argiva) è comune nel Pelopponeso settentrionale ed è soprattutto ornata con decorazioni stampate e incise. La ceramica minia rossa è comunemente trovata nell'isola di Egina, in Attica, nelle Cicladi settentrionali e in Beozia. La ceramica minia gialla per prima appare durante i periodi del Medio Elladico II e Medio Elladico III. Per il suo colore di superficie chiaro, questa particolare varietà di ceramica è decorata con colore opaco scuro. Ciò ha condotto gli archeologi a considerare la ceramica minia gialla come "dipinta opaca" invece che "minia".